# Mậu Đông
Mậu Đông là một xã thuộc huyện Văn Yên, tỉnh Yên Bái, Việt Nam.

## Địa lý
Xã Mậu Đông nằm ở phía đông huyện Văn Yên, có vị trí địa lý:
- Phía đông giáp huyện Lục Yên và xã Ngòi A
- Phía tây giáp xã Tân Hợp và xã An Thịnh
- Phía nam giáp thị trấn Mậu A
- Phía bắc giáp xã Đông Cuông và xã Quang Minh.

Xã Mậu Đông có diện tích 27,98 km², dân số năm 2019 là 4.576 người, mật độ dân số đạt 164 người/km².

## Lịch sử
Ngày 16 tháng 12 năm 1964, Chính phủ ban hành Quyết định số 177-CP, điều chỉnh xã Mậu Đông thuộc huyện Trấn Yên về huyện Văn Yên mới thành lập.
Ngày 12 tháng 2 năm 1987, Hội đồng Bộ trưởng ban hành Quyết định 15-HĐBT về việc:
- Giải thể xã Mậu A
- Tách 802 hécta diện tích đất tự nhiên với 7.262 nhân khẩu của xã Mậu A để thành lập thị trấn Mậu A
- Sáp nhập phần còn lại của xã Mậu A bao gồm 286,81 hécta đất tự nhiên với 716 nhân khẩu vào xã Mậu Đông.

Xã Mậu Đông có 2.518,81 hécta diện tích đất tự nhiên với 2.865 nhân khẩu.